# Maui Pomare
Sir Maui Wiremu Piti Naera Pomare, né probablement le 24 août 1875 dans le pa (village fortifié) de Pahau dans la région du Taranaki et mort à Los Angeles le 27 juin 1930, est un médecin et homme politique néo-zélandais. Il est l'une des principales personnalités politiques maori du début du XXe siècle.

## Jeunesse et carrière médicale
Il est issu des iwi (tribus) Ngati Toa de par sa mère et Ngati Mutunga de par son père. Ses parents s'assurent qu'il obtienne une éducation occidentale, dans une école primaire anglicane, puis dans un collège pour garçons à Christchurch. Ses deux parents décèdent avant ses quinze ans, et il est élevé ensuite par sa tante. Celle-ci le fait inscrire au Te Aute College, école secondaire pour les garçons maori les plus doués, visant à préparer leur pleine insertion dans la société coloniale. À la fin du XIXe siècle, les jeunes hommes formés au Te Aute College sont les premiers Maori à atteindre les professions les plus prestigieuses dans la société néo-zélandaise, et à viser les plus hautes fonctions en politique.
Bien que sa famille l'encourage à étudier le droit, il décide de se consacrer à la médecine, ses enseignants ayant souligné l'importance de ce champ pour l'avenir des Maori. En 1893, il part effectuer ses études dans le Michigan, aux États-Unis. Après des études au sanitarium de Battle Creek et à la American Medical Missionary College, auprès d'enseignants adventistes, il obtient son diplôme de médecine en 1899. Il est alors le premier Maori à devenir médecin. Il travaille un temps à l'hôpital à Chicago, puis revient en Nouvelle-Zélande en 1900,,.
En mars 1901, le gouvernement du premier ministre Richard Seddon lui confie la charge de piloter l'introduction de nouvelles normes sanitaires et mesures médicales auprès des populations maori, ce qu'il entreprend avec succès. Devant persuader les chefs maori à travers le pays, au moyen de démonstrations de ses connaissances médicales, il développe un certain talent oratoire. En janvier 1903 il épouse Mildred Johnson, de père blanc et de mère maori, qui est comme lui bilingue. Le couple s'installe dans une large maison dotée d'un terrain luxueux, principalement grâce aux revenus de la famille de Mildred ; ils ont deux fils et une fille. 
Au cours des années 1900, il présente de nombreux rapports au Parlement concernant son travail dans le domaine médical auprès des Maori, mais s'y exprime également au sujet des politiques d'éducation ou encore de gestion des terres autochtones. Il est favorable à une « modernisation radicale » de la société maori, et à son assimilation dans la société coloniale. Ainsi, en 1907 il approuve l'adoption de la loi Tohunga Suppression Act, introduite par le ministre des Affaires indigènes James Carroll, lui-même maori. Cette loi réprime en principe la pratique des soins de santé traditionnels par les tohunga (guérisseurs), visant à les remplacer pleinement par les pratiques médicales occidentales. À la fin des années 1900, le gouvernement libéral réduit nettement le financement alloué aux mesures de santé pour les populations maori. Frustré, Maui Pomare décide de se lancer lui-même en politique.
Malgré son désir de transformation de la société maori, il s'intéresse à son histoire et à ses traditions. Ainsi, en 1911 il accepte de participer à la rédaction d'un ouvrage à ce sujet avec l'anthropologue maori Te Rangi Hiroa (Peter Buck), le journaliste et écrivain blanc James Cowan, ainsi qu'avec le député maori Apirana Ngata. Il y rédige les sections sur les mythes et légendes des Maori. Le livre est finalement publié en 1930 sous le titre Legends of the Maori, peu après le décès de Maui Pomare, qui y est présenté comme le principal auteur avec James Cowan.

## Carrière politique

### Député et membre du Conseil exécutif
Il se présente aux élections législatives de décembre 1911, dans l'une des quatre circonscriptions maori : celle qui couvre l'ouest du pays. Il soutient la cause des tribus du Waikato et du Taranaki, dont les terres ont été saisies sans compensation à la suite de leur refus de se plier aux autorités coloniales, et à leur participation aux Guerres maori dans les années 1860. Sa candidature est ainsi soutenue par le mouvement Kingitanga, le mouvement autonomiste de la 'monarchie maori' dans le Waikato et le Taranaki. Il est élu député, sans étiquette mais proche du Parti de la réforme (conservateur). Les Libéraux conservent un temps le pouvoir à la suite du scrutin de 1911, mais les Réformateurs parviennent à former un gouvernement en juillet 1912, et Maui Pomare siège dès lors sur les bancs de la majorité. Le nouveau premier ministre, William Massey, le nomme membre du Conseil exécutif. Si ce poste ne lui donne pas une très grande influence, il obtient néanmoins en 1913 que des registres systématiques et obligatoires soient enfin tenus pour la naissance et le décès de personnes maori. Il obtient également que les Maori du Taranaki puissent récupérer certaines de leurs terres, mais bien moins qu'escompté.
Lorsque éclate la Première Guerre mondiale, il est favorable (comme le reste du gouvernement) à la participation de la Nouvelle-Zélande. Il tente de mobiliser davantage de volontaires maori pour partir au front. Cette démarche se heurte initialement à la résistance de bon nombre de ses électeurs, dont les familles ont subi la répression et la confiscation des terres un demi-siècle plus tôt. Pomare argue que la participation à la guerre permettra aux Maori d'être perçus comme des concitoyens loyaux et égaux, et de nombreux Maori s'engagent finalement dans les forces armées. Leur participation permet à Pomare et à son collègue et ami le député libéral Apirana Ngata, après la guerre, d'obtenir pour certaines tribus des compensations pour les terres jadis confisquées. À partir de 1922, Pomare mobilise les tribus du Waikato et du Taranaki pour demander une commission d'enquête sur la confiscation des terres dans les années 1860. Le premier ministre réformateur (conservateur) Gordon Coates, un proche d'Apirana Ngata malgré leurs différends politiques, accorde la mise en place d'une telle commission en 1926, qui aboutit à la reconnaissance de confiscations abusives, et au paiement de compensations.

### Ministre
En 1916, il est nommé ministre chargé de la gestion des îles Cook, territoire polynésien sous administration néo-zélandaise. Il conserve cette responsabilité jusqu'en 1928, et promeut avec un certain succès le développement économique de la colonie. Il permet l'accès de la population autochtone à de meilleurs soins de santé, insiste pour que l'enseignement dans les écoles se fasse en anglais, promeut de manière générale la modernisation de la société autochtone, et s'oppose à l'autonomie de la colonie, estimant que les autochtones n'y sont pas prêts. Pour autant, il est généralement populaire auprès des habitants. En 1920, il est nommé compagnon de l'ordre de Saint-Michel et Saint-Georges, puis chevalier de l'ordre de l'Empire britannique en 1922.
En juin 1923, le premier ministre William Massey le nomme ministre de la Santé. Il doit y faire face à d'importantes coupes budgétaires à la suite d'une récession, tout en luttant contre un taux élevé de mortalité maternelle et infantile. Il met en place une campagne d'information publique, et réforme les mesures prises dans les hôpitaux ainsi que la formation des sages-femmes. Il fait construire de nouveaux services de maternité, augmentant ainsi les places disponibles. La mortalité recule. En janvier 1926, toutefois, il est écarté de ses fonctions lors d'un remaniement ministériel. En 1928, il exerce brièvement les fonctions de ministre de l'Intérieur, avant la chute du gouvernement réformateur.
Cette même année, il tombe malade, atteint de tuberculose. Il se présente néanmoins pour conserver son siège aux élections législatives en novembre. Il est trop malade pour faire campagne, mais son ami Apirana Ngata organise pour lui sa campagne électorale - bien que les deux hommes soient de bords politiques opposés. Il conserve son siège de député. Parti se soigner aux États-Unis, sous le soleil de Californie, il y meurt le 27 juin 1930.

## Titulature
Sir Maui Pomare KBE CMG